# Bosnisk ponny
Den bosniska ponnyn är en hästras av ponnytyp som utvecklades i forna Jugoslavien i delstaten som idag är Bosnien. Den härstammar från primitiva hästar, bland annat den utdöda Tarpanen och den mongoliska vildhästen Przewalski men det lite ädlare utseendet visar på inblandning från orientaliska hästar. Den bosniska ponnyn har starkt släktskap med Konikponnyerna och Huculponnyerna och dessa tre raser kallas oftast "Balkans ponnyer". 

## Historia
Den bosniska ponnyn har funnits i flera tusen år på Balkanhalvön och har sit ursprung i de primitiva hästarna Tarpan och den mongoliska vildhästen, Przewalski. Under det osmanska riket, kom många orientaliska hästar från Turkiet som blandades in med de lokala ponnyerna och förädlade dem. Detta ledde dock till att många ponnyer fick exteriöra fel och man upprättade misstaget genom att tillföra mer blod från Tarpanen.
Ponnyerna avlades främst fram på Borikestuteriet i Bosnien och hingstarna kontrollerades av myndigheterna för att kvalitén skulle vara så hög som möjligt på avkommorna. Stona ägdes istället av privata uppfödare som fick korsa sina hästar på stuteriet. Under 1940-talet förbättrades stammen avsevärt med hjälp av tre högklassade hingstar, Agan, Barat och Misco. Agan och Barat var av samma typ och mer primitiva med stark anknytning till Przewalskihästen medan Misco var en lättare orientalisk häst och av högre kvalitet än de andra två. 
Efter kriget i Jugoslavien under 1990-talet minskade antalet ponnyer drastiskt men uppfödarna har lagt ner mycket tid på att föda upp beståndet igen. Man tillämpade en strikt selektiv avel och för att garantera att enbart de bästa ponnyerna användes fick de genomgå tuffa prestationsprov som de var tvungna att klara för att bli godkända. Et av proven är bland annat att bära ca 100 kg över 1,5 mil i bergig och tuff terräng. 
Borikestuteriet är i katastrofalt läge i dagsläget, delvis på grund av otillåten försäljning av hästar (stuteriet är privatägd idag) och delvis på grund av begränsad eller ingen kontroll från statsmyndigheterna.

## Egenskaper
Den bosniska ponnyn har stor status i sitt hemland där den fortfarande är en viktig del för de fattigare bönderna i landet. Ponnyn används för lättare jordbruk, packning och till en del körning och ridning. Ponnyn är stark och med muskulösa ben som gör att den klarar av även lite tyngre jordbruk. 
Ponnyns utseende varierar en del. Ibland ser ponnyerna riktigt primitiva ut medan det på vissa kan synas riktigt väl att ponnyn har orientaliskt blod i sig. Standard för rasen är dock ett lite tungt och stort huvud med rak profil, små öron, kraftiga ganascher och en kort och kraftig hals. Ponnyn är dessutom billig i drift, har sunda hovar och är lätt att föda upp. 